# Route nationale 260 (Espagne)
Pour les articles homonymes, voir Route nationale 260.
La N-260 est une route Trans-Pyrénéenne espagnole reliant Portbou en Catalogne à Sabiñánigo en Aragon. On peut la reconnaître facilement sur place grâce à des panneaux qui portent la double mention EIX PIRINENC / EJE PIRENAICO dans sa partie catalane.

## Histoire
Jusqu'en 1991, la section centrale de Puigcerdà à Adrall fut classée comme route comarcale, son appellation était la C-1313.

## Projets
La portion comprise entre Figueras et Olot est en cours de doublement progressif par l’autovia A-26.

## Parcours

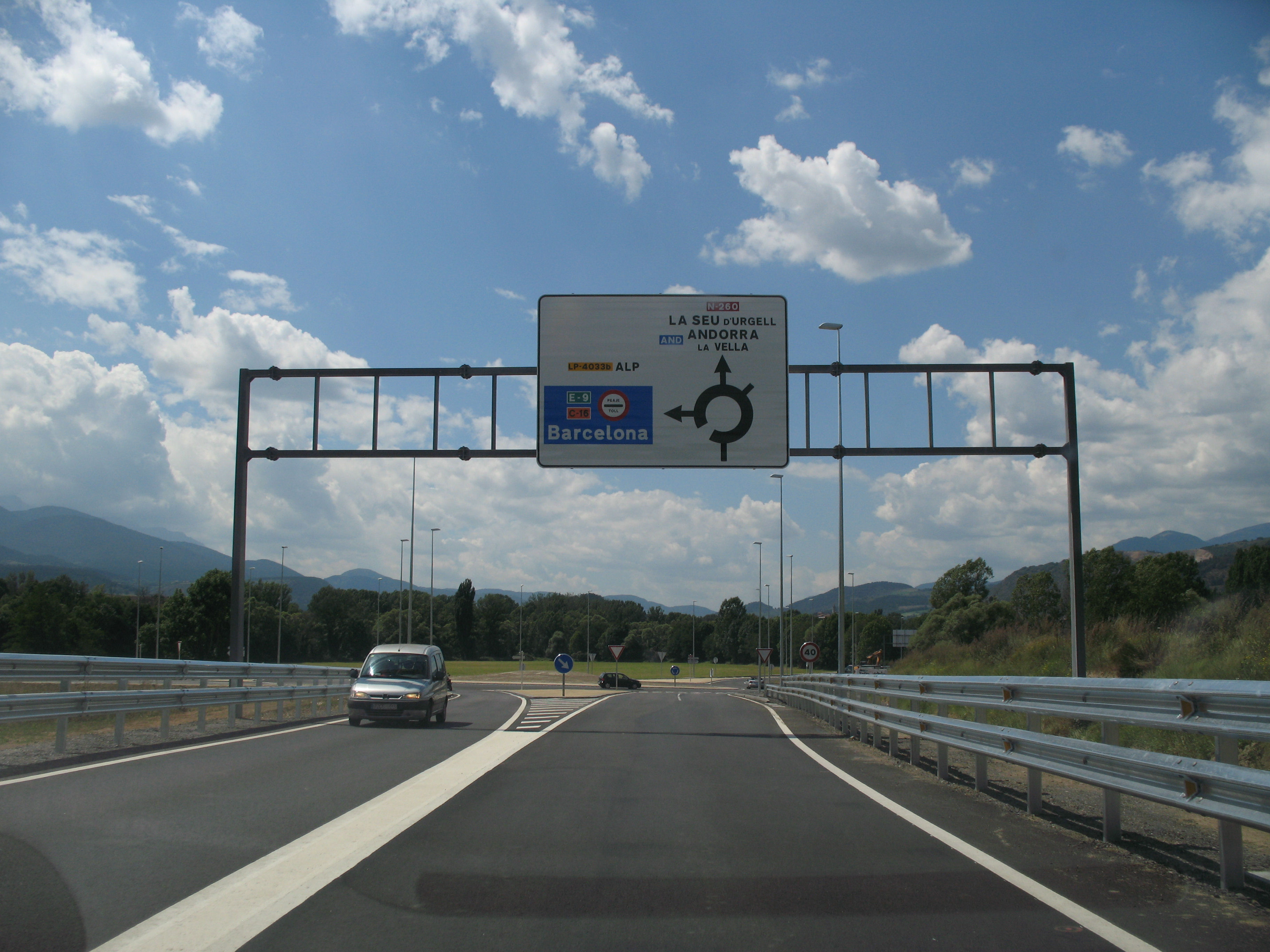
La connexion avec le Tunnel du Cadi et l'autoroute C-16 s'effectuent sur un carrefour à sens giratoire depuis 2010.

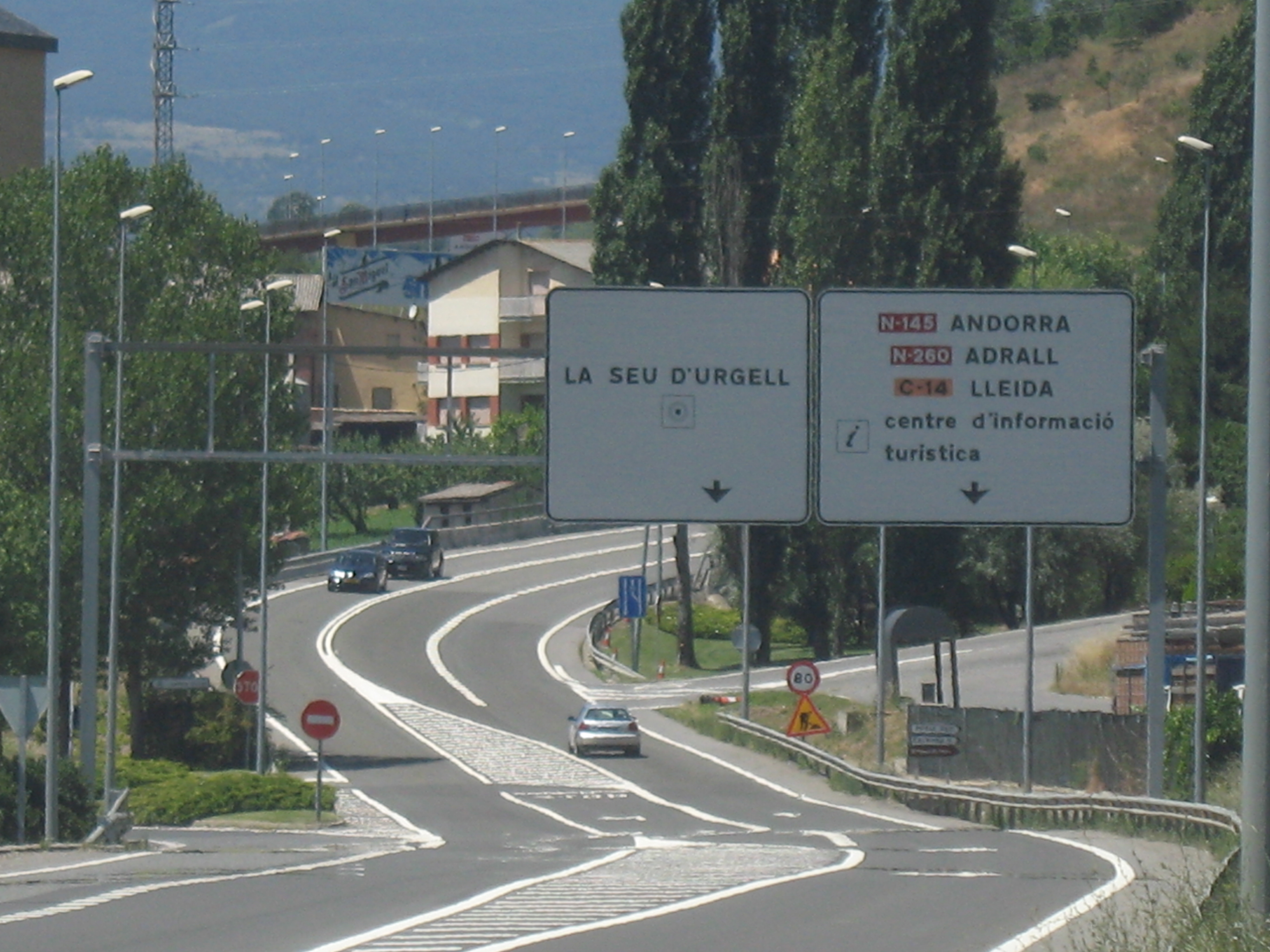
La N-260 dessert La Seu d'Urgell par cette déviation.

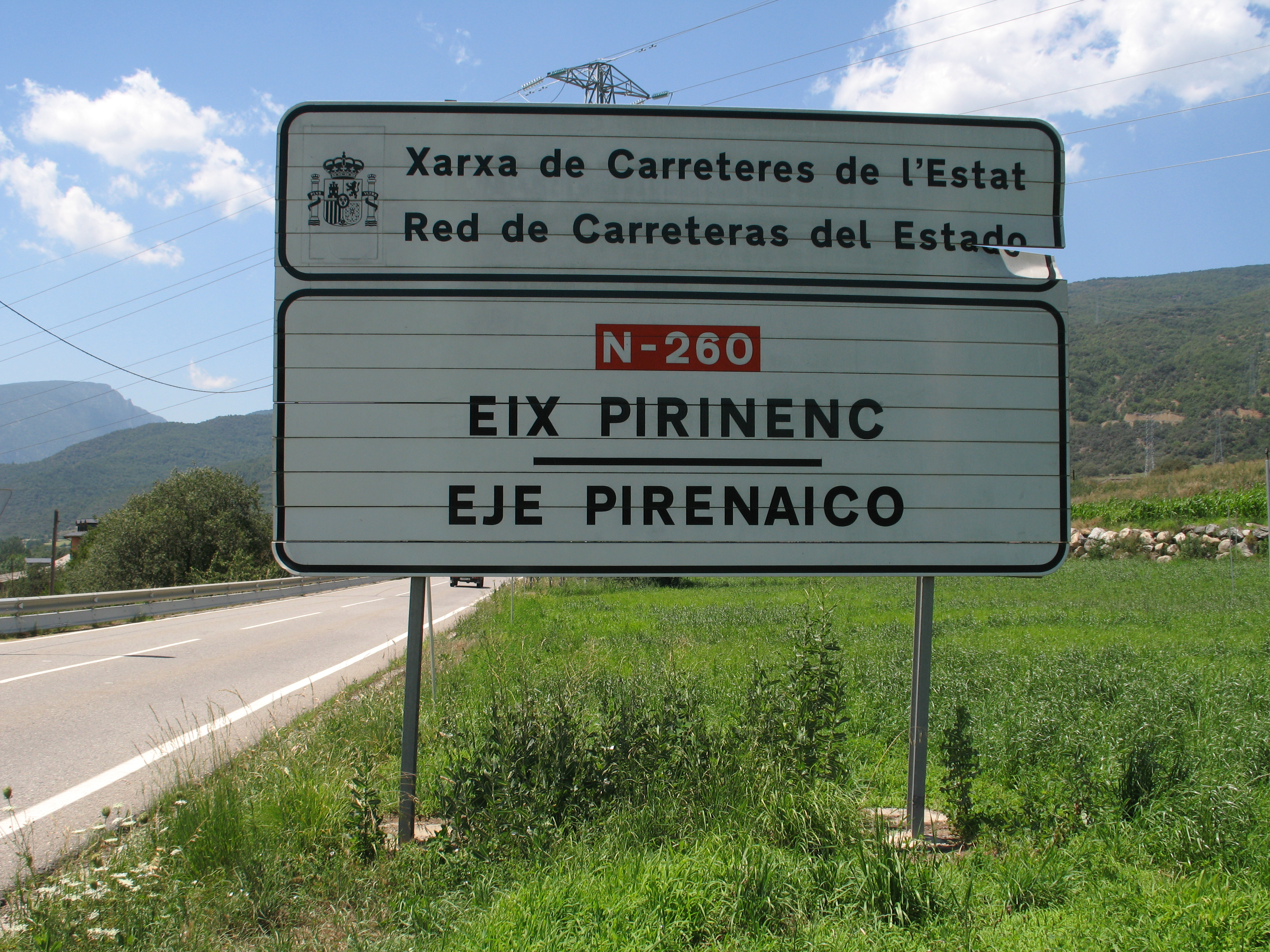
Signalisation bilingue sur la N-260 à Adrall.

### De laCerdagneàLa Seu d'Urgell
| Points | Destinations                    | Bifurcation | km    |
| ------ | ------------------------------- | ----------- | ----- |
|        | Barcelone / Puigcerdà / France  | E-9 N-152   | 180,5 |
|        |                                 | GIV-4035    | 180   |
|        | Bolvir                          |             | 183   |
|        | Ger                             |             | 187   |
|        | Meranges                        | GIV-4031    | 188   |
|        | Alp                             |             | 189   |
|        | Poble-Sec                       | GIV-4032    | 191   |
|        | Isòvol                          |             | 192   |
|        |                                 |             | 194   |
|        | Barcelone par le Tunnel du Cadi | C-16        | 195   |
|        | Bellver de Cerdanya             | LP-4033 a   | 196   |
|        | Prullans                        | LV-4037     | 199   |
|        | Martinet                        |             | 204   |
|        | Montellà                        | LV-4055     | 204,5 |
|        | El Pont de Bar                  |             | 213   |
|        | Arsèguel                        | LV-4052     | 215,5 |
|        | Alàs i Cerc                     | LV-4051     | 223,5 |
|        | La Seu d'Urgell                 |             | 227   |
|        | Principauté d'Andorre           | N-145       | 227,5 |
|        | Adrall                          | C-14        | 234   |